# Oskarshamns tingsrätt
Oskarshamns tingsrätt var en tingsrätt i Kalmar län. Oskarshamns tingsrätts domsaga omfattade Högsby kommun, Hultsfreds kommun, Mönsterås kommun och Oskarshamns kommun. Domsagan låg under Göta hovrätt. Tingsrätten var placerad i Oskarshamn. Tingsrätten med dess domsaga uppgick 2005 i Kalmar tingsrätt och dess domsaga.

## Administrativ historik
Tingsrätten och dess domsaga bildades vid tingsrättsreformen 1971 av Oskarshamns domsaga och dess häradsrätt. Domsagan omfattade då Oskarshamns kommun, Mönsterås kommun, Ålems kommun, Fliseryds kommun, Högsby kommun
och Hultsfreds kommun som från 1974 ombildats till de fyra kommuner domsagan bestod av tills den upphörde. Tingsrätten med dess domsaga uppgick 17 januari 2005 i Kalmar tingsrätt och dess domsaga.

## Lagmän
- 1971-1988: Carl Georg Wargelius
- 1989-1999: Bo Harling
- 1999-2005 :Lars Annerén